# 韃靼斯克區

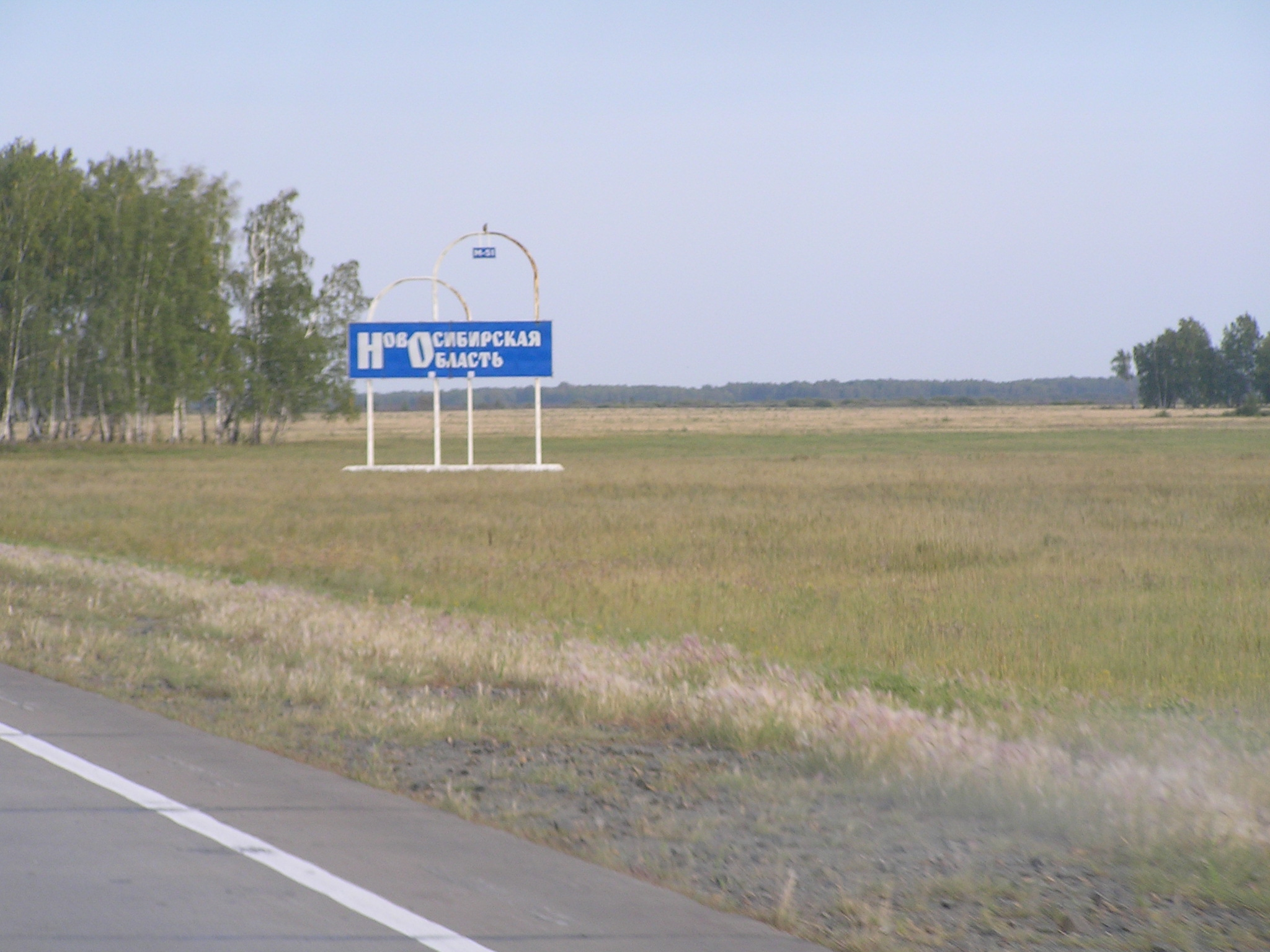

55°13′N 75°58′E / 55.217°N 75.967°E
韃靼斯克區（俄语：Татарский район），是俄羅斯的一個區，位於該國南部，由新西伯利亞州負責管轄，面積4,870平方公里，2010年人口15,875，人口密度每平方公里3.26人。